# جورج واشنطن كيرك
جورج واشنطن كيرك (بالإنجليزية: George Washington Kirk)‏ هو جندي أمريكي، ولد في 25 يونيو 1837 في غرينفيل في الولايات المتحدة، وتوفي في 17 فبراير 1905 في غيلروي في الولايات المتحدة.